# Lijst van spelers van SC Gooiland
Dit is een lijst van voetballers die minimaal één officiële wedstrijd hebben gespeeld in het eerste elftal van de Nederlandse voormalig betaaldvoetbalclub SC Gooiland of 't Gooi.

## A
- Tonny Adam
- Wim Adelaar
- Henk Anderiesen
- Wim Anderiesen

## B
- Chris Baas
- Elbert Baas
- Roel Bak
- Bakker
- Jan Bakker
- Gert Bals
- Paul Behm
- Pim Bekkering
- Arthur van der Berg
- Jan van Berkel
- Peter van Boeijen
- Piet Boogaard
- Gert Boon
- Bas Brouwer
- Theo Buenen
- Piet Burgers

## C
- Johan Coster
- Wim Cozijn

## D
- Frans van Dam
- Coen Delsen
- Rob Develing
- Hennie van Doorn

## E
- Nico Engelander
- Evert van de Eshof

## F
- Ger Farenhorst
- Luc Flad
- Joop Fluit

## G
- Barend van Gardingen

## H
- Jaap Hagoort
- Gerard Hogenbirk
- Jaap Hollak
- Co van de Hoogen
- Hans Hoogeveen
- Ab Hooyer
- Cees Houtveen

## I
- Ted Immers

## J
- Johan Jansen
- Rob Jansen
- Johan Janssen
- Rinie de Jong
- Gerard de Jongh

## K
- Henk Kanselaar
- Jan Karhof
- Cees Kick
- Joop Klinkenberg
- Paul Kramer
- Ronald Krant
- Cor Kriekaard

## L
- Charles Laven
- Nico Lemaitre
- Huub Lenz
- Hans Lohman
- Henk Loosman
- Marcel van der Lugt
- Cor Luiten

## M
- Dragoslav Marisavljević
- Max Meezen
- Nico Meijer
- Humphrey Mijnals
- Aad Mulder

## P
- Karl Peters
- Bob Ponsen

## R
- Rob Rabelink
- Ben Reuling
- Teus van Rheenen
- Wim Riechelman
- Ben Roelofs
- Joop Rooders
- Leo Ruiters

## S
- Mihajlo Samardžić
- Rinus Schaap
- Johan Schouten
- Cor Smallenburg
- Erwin Sparendam
- Sveto Stanišić
- Sterk
- Bertus van der Straten
- Michel Struik
- Jan Sukkel
- Karel Sülzle

## T
- Jan van Tamelen
- Gerhard Tenniglo
- Van der Tooren
- Jan Tuinman

## V
- Henk Vonk
- Peter Voogt

## W
- Arie de Waard
- Henk Waterman
- Jaap Wendelgelst
- Eddy Westbroek
- Wim Wiertz
- Gerard van Wiggen
- Cees van Wilpen
- Piet Wolff

## Z
- Henk de Zoete